# ایندیانا (پنسیلوانیا)
ایندیانا، پنسیلوانیا (به انگلیسی: Indiana, Pennsylvania) یک سکونتگاه مسکونی در ایالات متحده آمریکا است که در شهرستان ایندیانا، پنسیلوانیا واقع شده‌است.

## خصوصیات
ایندیانا ۱۳٬۹۷۵ نفر جمعیت دارد و ۳۹۶٫۵۵ متر بالاتر از سطح دریا واقع شده‌است.